# لئوپولد ایدلیتز
لئوپولد ایدلیتز (انگلیسی: Leopold Eidlitz; ۱ ژانویهٔ ۱۸۲۳ – ۱ ژانویهٔ ۱۹۰۸) معمار اهل ایالات متحده آمریکا بود.